# 欧鲁瓦尔-欧比尼
欧鲁瓦尔-欧比尼（法語：Auroir-Aubigny，法語發音：[oʁwaʁ obiɲi]）是法国埃纳省的一个旧市镇。1843年，欧鲁瓦尔-欧比尼一分为二，其中欧鲁瓦尔与市镇埃鲁埃勒合并为市镇福雷斯特，而欧比尼成为了一个独立的市镇，后于1979年更名为“欧比尼欧凯讷”。

## 地理
欧鲁瓦尔-欧比尼（49°46'27"N, 3°7'3"E）位于法国上法蘭西大區埃纳省，该省份为法国北部内陆省份，北起北部省，西接索姆省和瓦兹省，东临阿登省和马恩省，西南至塞纳-马恩省，东北部与比利时接壤。
欧鲁瓦尔-欧比尼的时区为UTC+01:00、UTC+02:00（夏令时）。

## 行政
欧鲁瓦尔-欧比尼的INSEE市镇编码为。

## 人口
欧鲁瓦尔-欧比尼于1841年时的人口数量为440人。